# العلاقات الزامبية الميانمارية
العلاقات الزامبية الميانمارية هي العلاقات الثنائية التي تجمع بين زامبيا وميانمار.

## مقارنة بين البلدين
هذه مقارنة عامة ومرجعية للدولتين:
| وجه المقارنة                                              | زامبيا                         | ميانمار          |
| --------------------------------------------------------- | ------------------------------ | ---------------- |
| المساحة (كم2)                                             | 752.62 ألف                     | 676.58 ألف       |
| عدد السكان (نسمة)                                         | 17.09 مليون                    | 53.37 مليون      |
| الكثافة السكانية (ن./كم²)                                 | 22.71                          | 78.88            |
| العاصمة                                                   | لوساكا                         | نايبيداو، يانغون |
| اللغة الرسمية                                             | لغة إنجليزية                   | اللغة البورمية   |
| العملة                                                    | كواشا زامبي، كواشا زامبي قديم ‏ | كيات ميانماري    |
| الناتج المحلي الإجمالي (بليون دولار)                      | 25.81 مليار                    | 69.32 مليار      |
| الناتج المحلي الإجمالي (تعادل القوة الشرائية) بليون دولار | 62.18 مليار                    | 282.95 مليار     |
| الناتج المحلي الإجمالي الاسمي للفرد دولار أمريكي          | 1.30 ألف                       | 1.16 ألف         |
| الناتج المحلي الإجمالي للفرد دولار أمريكي                 | 3.90 ألف                       |                  |
| مؤشر التنمية البشرية                                      | 0.586                          | 0.536            |
| رمز المكالمات الدولي                                      | +260                           | +95              |
| رمز الإنترنت                                              | .zm                            | .mm              |
| المنطقة الزمنية                                           | ت ع م+02:00                    | ت ع م+06:30      |

## منظمات دولية مشتركة
يشترك البلدان في عضوية مجموعة من المنظمات الدولية، منها:
| علم المنظمة | اسم المنظمة                        | تاريخ انضمام زامبيا | تاريخ انضمام ميانمار |
| ----------- | ---------------------------------- | ------------------- | -------------------- |
|             | مؤسسة التنمية الدولية              | 23 سبتمبر 1965      | 5 نوفمبر 1962        |
|             | يونسكو                             | 9 نوفمبر 1964       | 27 يونيو 1949        |
|             | مؤسسة التمويل الدولية              | 23 سبتمبر 1965      | 3 ديسمبر 1956        |
|             | منظمة حظر الأسلحة الكيميائية       | ?                   | ?                    |
|             | الأمم المتحدة                      | 1 ديسمبر 1964       | 19 أبريل 1948        |
|             | الاتحاد الدولي للاتصالات           | 23 أغسطس 1965       | 15 سبتمبر 1937       |
|             | منظمة الشرطة الجنائية الدولية      | ?                   | ?                    |
|             | البنك الدولي للإنشاء والتعمير      | 23 سبتمبر 1965      | 3 يناير 1952         |
|             | الاتحاد البريدي العالمي            | ?                   | ?                    |
|             | وكالة ضمان الاستثمار متعدد الأطراف | 6 يونيو 1988        | 16 ديسمبر 2013       |
|             | منظمة التجارة العالمية             | ?                   | ?                    |

## وصلات خارجية
- موقع وزارة الخارجية الميانمارية